# Oocystaceae
Oocystaceae, porodica zelenih algi u redu Chlorellales. Postoji 304 vrste u 71 rodu, od čega 5 rodova u dvije potporodice

## Potporodice i rodovi
- Subfamilia Makinoelloideae Stenclová 13
  1. Elongatocystis L.Krienitz & C.Bock 1
  2. Makinoella Okada 1
  3. Reticulocystis X.D.Liu, G.X.Liu & Z.Y. Hu 1
  4. Willea Schmidle 10
- Subfamilia Oocystoideae Korshikov 1
  1. Kufferathiella Molinari, Mayta & Guiry 1

1. Amphikrikos Korshikov 6
2. Catenocystis F.Hindák 2
3. Cerasterias Reinsch 2
4. Chodatella Lemmermann 4
5. Chodatellopsis Korshikov 1
6. Chondrosphaera Skuja 1
7. Coenolamellus Proshkina-Lavrenko 1
8. Crucigeniella Lemmermann 2
9. Cryocystis Kol ex Komárek & Fott 2
10. Dactylococcus Nägeli 2
11. Densicystis X.Liu, H.Zhu, H.Song, Q.Wang, X.Xiong, C.Wu, G.Liu & Z.Hu 1
12. Didymocystis Korshikov 2
13. Droopiella Darienko, Rad-Menéndez, C.Campbell & Pröschold 3
14. Ecballocystis Bohlin 9
15. Ecballocystopsis Iyengar 5
16. Ecdysichlamys G.S.West 5
17. Echinocoleum C.-C.Jao & K.T.Lee 3
18. Eremosphaera De Bary 8
19. Ettliella F.Hindák 1
20. Euchlorocystis X.Liu, H.Zhu, H.Song, Q.Wang, X.Xiong, C.Wu, G.Liu & Z.Hu 1
21. Fotterella R.Buck 1
22. Franceia Lemmermann 12
23. Glochiococcus De Toni 1
24. Gloeotaenium Hansgirg 2
25. Gloxidium Korshikov 1
26. Granulocystis Hindák 6
27. Granulocystopsis Hindák 6
28. Hemichloris Tschermak-Woess & Friedmann 1
29. Juranyiella Hortobagyi 1
30. Keriochlamys Pascher 1
31. Kirchneriellosaccus A.K.Islam 1
32. Lagerheimia Chodat 25
33. Micracantha Korshikov 1
34. Mycacanthococcus Hansgirg 3
35. Mycotetraedron Hansgirg 1
36. Nephrochlamys Korshikov 6
37. Oocystaenium Gonzalves & Mehra 1
38. Oocystella Lemmermann 7
39. Oocystidium Korshikov 2
40. Oocystis Nägeli ex A.Braun 52
41. Oocystopsis Heynig 1
42. Oonephris Fott 2
43. Pachycladella P.C.Silva 3
44. Palmellococcus Chodat 3
45. Pilidiocystis Bohlin 2
46. Planctonema Schmidle 1
47. Planctonemopsis Liu, Zhu, Liu, Hu & Liu 1
48. Planktosphaerella Reisigl 1
49. Pseudobohlina Bourrelly 1
50. Pseudochlorococcum P.A.Archibald 2
51. Pseudococcomyxa Korshikov 5
52. Quadricoccopsis X.Liu, H.Zhu, H.Song, B.Liu, Q.Wang, G.Liu & Z.Hu 3
53. Quadricoccus Fott 5
54. Rayssiella Edelstein & Prescott 3
55. Reinschiella De Toni 1
56. Rhombocystis Komárek 3
57. Saturnella Mattauch & Pascher 3
58. Schizochlamydella Korshikov 1
59. Scotiella Fritsch 9
60. Selenoderma K.Bohlin 3
61. Sestosoma Hortobagyi 1
62. Siderocystopsis E.M.F.Swale 4
63. Tetrachlorella Korshikov 5
64. Thelesphaera Pascher 1
65. Trigonidiella P.C.Silva 1
66. Trochiscia Kützing 33